# Kaarle Werkko
Kaarle Juhana Werkko, född 18 maj 1850 i Helsingfors, död där 9 januari 1926, var en finländsk skolman och nykterhetsman.
Werkko utbildade sig till folkskollärare i Jyväskylä och verkade därefter i Vittis, Tusby och Åbo. Han grundade och förestod 1896–1916 i Helsingfors ett seminarium för förskolor och småskolor samt ambulerande skolor. Han verkade för förskolornas sak genom att skriva ett antal böcker och grunda föreningar för lärare på detta område, bland annat Finlands lärarförening, som han var ordförande för 1893–1996. Dessutom främjade han även folkhögskol- och folkbiblioteksverksamheten, bland annat genom att bilda nykterhetsföreningar. Från 1905 redigerade han tidskriften Alempi kansanopetus och utgav 1909 en matrikel över Finlands småskolor och ambulerande skolor. 